# Curling doppio misto
Il curling doppio misto è uno sport di squadra giocato sul ghiaccio, ed è una variante del curling.

## Storia
L'idea di una competizione doppio misto è stata studiata per la Continental Cup di curling già alla fine degli anni novanta. Lo scopo era quello di rendere il gioco più veloce e spettacolare. Il primo campionato mondiale doppio misto di curling ha avuto luogo nel 2008 a Vierumäki in Finlandia. Da parte della World Curling Federation c'era l'intenzione di rendere la competizione doppio misto un evento compreso nel programma dei Giochi olimpici invernali, ottenendo l'inclusione del doppio misto a partire da Pyeongchang 2018, dopo la bocciatura per Vancouver 2010.

## Regolamento
Sebbene condivida molto delle regole del curling si differenzia per alcuni aspetti importanti:

La posizione delle stone prima dell'inizio di una mano

- Squadra: Invece dei normali quattro giocatori nel doppio misto la squadra è composta da soli due giocatori, una femmina e un maschio.
- Stone posizionate: All'inizio di ciascuna mano, due stone vengono posizionate dai giudici di gara: una sulla center-line nella metà posteriore del botton (il cerchio più piccolo all'interno della casa) con la parte anteriore della stone tangente la tee-line, e una stone di colore opposto a guardia sulla linea centrale, a metà strada tra la parte anteriore della casa e la hog-line. La squadra con l'hammer avrà la stone in casa, l'altra la guardia.
- Stone in gioco e sequenza di tiro: Ogni squadra ha a disposizione cinque stone da tirare più quella già in gioco, per un totale di sei stone (a differenza delle otto a disposizione nel curling normale). Un giocatore deve lanciare la prima e l'ultima stone della squadra di ogni mano, mentre l'altro giocatore deve lanciare le tre stone in mezzo. Il punteggio è calcolato come di consueto.
- Opzione: Vi è un ulteriore regola specifica del doppio misto, nota come opzione. L'opzione è data in caso di mano nulla alla squadra che ha il vantaggio dell'ultimo tiro (hammer). La squadra con l'opzione ha la possibilità di scegliere quale delle due stone in gioco sarà la sua nella mano successiva, in ogni caso l'hammer va alla squadra con la stone in casa.
- Free Guard Zone: La regola della free guard zone viene estesa a tutte le stone in gioco fino al quarto tiro, che è il primo abilitato a bocciare fuori campo le altre stone in gioco.

## Campionati
Il campionato di maggior livello è il campionato mondiale doppio misto di curling, che si disputa dal 2008. Dal 2013 si disputa anche il campionato canadese doppio misto di curling.